# Председател (президент) на Републиката
Председател (президент) на Републиката е длъжността на държавния глава на България в периода от 3 април 1990 до 22 януари 1992 г.
Официалното название е председател (президент) на Народна република България – до преименуването на държавата на 15 ноември 1990 г., и председател (президент) на Република България – след това.
За времето на мандата на председателя (президента) се избира също и заместник-председател (заместник-президент) на Републиката. При смърт на титуляра или невъзможност да изпълнява задълженията си постът се поема от неговия заместник.
Първият председател (президент) е Петър Младенов, заемал поста между 3 април и 6 юли 1990 г. При избора му не е избран заместник-председател (заместник-президент) на Републиката. Напуска длъжността по собствено желание.
След неговата оставка длъжността остава вакантна поради факта, че след закриването на Държавния съвет на 3 април дотогавашния Първи заместник-председател на Държавния съвет Ангел Димитров и Заместник-председателя на Държавния съвет Васил Мръчков не са избрани за заместник-председатели (заместник-президент) на Републиката, изпълняващи длъжността (в качеството им на председатели на Народното събрание) са последователно Станко Тодоров (председател на IX народно събрание) и Николай Тодоров (председател на VII велико народно събрание).
В периода от 1 август 1990 до 22 януари 1992 г. председател (президент) на Републиката е д-р Желю Желев, а заместник-председател (заместник-президент) на Републиката е ген. Атанас Семерджиев.
За краткия период на нейното съществуване длъжността е заемана от 2 души по избор и от 2 души служебно, при подадена оставка от титуляр (в качеството им на председатели (последователно) на Народното събрание).

## История
Постът е създаден с промените в Конституцията на Народна република България от 3 април 1990 г. Дотогава колективен държавен глава на страната е Държавният съвет, представляван от своя председател.
С приемането на Конституцията на Република България на 12 юли 1991 г. тази длъжност е заменена с президент на Република България, заета от 22 януари 1992 г., след избирането на президент на първите президентски избори от 12 и 19 януари 1992 г.

## Избиране/освобождаване
След измененията в Конституцията от 3 април 1990 г. председател (президент) на Републиката се избира и освобождава от длъжност от Народното събрание (чл. 78 и чл. 91). Председателят (президентът) се избира от Народното събрание с мнозинство 2/3 от присъстващите за срок до края на мандата на Народното събрание, което ще приеме новата Конституция.
Той може да бъде освободен предсрочно с решение на Народното събрание по предложение най-малко на 1/3 от народните представители (чл. 97).

## Ограничения
Председателят (президентът) на Републиката и заместник-председателят (заместник-президентът) не могат да изпълняват други ръководни държавни, политически, обществени и стопански функции, да бъдат народни представители и членове на ръководството на партия. (чл. 95, ал. 2).

## Председатели (президенти)
| № | Председател (президент)               | Портрет | Мандат                         | Мандат | Партия до избора                 |
| № | Председател (президент)               | Портрет | Дати                           | Дни    | Партия до избора                 |
| - | ------------------------------------- | ------- | ------------------------------ | ------ | -------------------------------- |
| 1 | Петър Младенов                        |         | 3 април 1990 – 6 юли 1990      | 94     | Българска социалистическа партия |
| 2 | изпълняващ длъжността Станко Тодоров  |         | 6 юли 1990 – 17 юли 1990       | 11     | Българска социалистическа партия |
| 3 | изпълняващ длъжността Николай Тодоров |         | 17 юли 1990 – 1 август 1990    | 15     | Българска социалистическа партия |
| 4 | Желю Желев                            |         | 1 август 1990 – 22 януари 1992 | 539    | Съюз на демократичните сили      |